# باكبليتا موسيسيلي
باكبليتا موسيسيلي هو رئيس وزراء ليسوتو ولد باكبليتا موسيسيلي في 14 أذار - مارس من سنة 1945 وهو رئيس وزراء ليسوتو منذ 29 أيار - مايو من سنة 1998.

## روابط خارجية
- باكبليتا موسيسيلي على موقع الموسوعة البريطانية (الإنجليزية)
- باكبليتا موسيسيلي على موقع مونزينجر (الألمانية)